# New Amsterdam Football Club
Il New Amsterdam Football Club, conosciuto anche come New Amsterdam FC o più semplicemente come New Amsterdam, è un club calcistico professionistico statunitense con base a New York, ma che disputa le proprie partite interne presso Warwick, anch'essa nello stato di New York.
Attualmente milita nella NISA, terza divisione della piramide calcistica americana.

## Storia
Fondato ad aprile 2020, il New Amsterdam Football Club ha preso il nome dall'insediamento olandese che poi formò New York. Il club ha debuttato ufficialmente tra i professionisti il 2 agosto 2020 pareggiando 1-1 contro i New York Cosmos in un incontro valido per la NISA Independent Cup. Il debutto ufficiale in campionato è invece arrivato poche settimane più avanti, il 21 di agosto, in un incontro sempre contro i Cosmos, ma terminato stavolta 3-1 per questi ultimi.
Dall'autunno dello stesso anno il New Amsterdam partecipa alla NISA, terza divisione del calcio statunitense.
Il 16 giugno 2021, dopo quasi un anno e dopo una serie di 19 partite senza vittoria e con appena 3 pareggi all'attivo, il club ottenne il suo primo successo tra i professionisti sconfiggendo in trasferta il San Diego 1904 con il risultato di 4-1.